# Pansar

Pansarhuva med kalott

Pansar avser kraftigt starkt hölje eller sköldar i ett hölje som skyddar innandömet från våld. Användningen av pansar finns överallt i naturen, till exempel hos sköldpaddor, skalbaggar och krokodiler, samt i människans vardag både förr och nu, såsom olika former av kroppsskydd (rustning, harnesk, skyddsväst), hjälm och annan skyddsutrustning.
Pansar i naturen samt äldre skyddsutrustning är främst avsett mot stick-, hugg- och krosskador, medan modernt pansarskydd främst konstrueras som ballistiskt skydd mot inkommande ballistiska kroppar, såsom skott, splitter, fallande föremål och andra projektiler, etc.

## Pansartyper

### Pansarkomposition

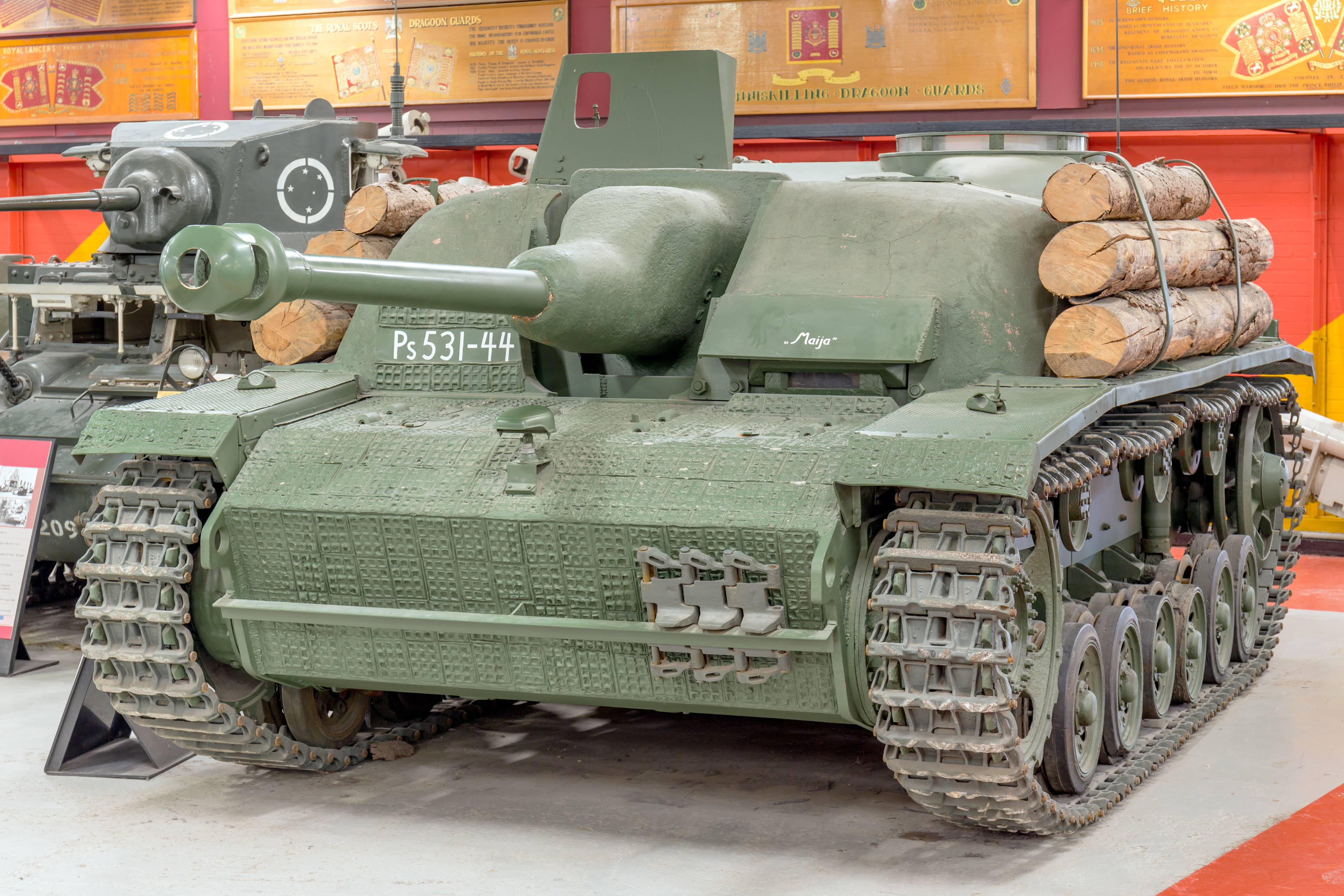
Finsk sturmgeschütz 42 (Sturmi) infanterikanonvagn förstärkt med betongpansar framtill och med trästockar som extraskydd (träpansar) på vardera sida.

- Aluminiumpansar (del av lättmetallpansar) är en vanlig typ av lättviktspansar som används sedan 1960-talet och består av pansar gjord på aluminium–magnesium-legeringar. Sådant har ungefär samma specifika skyddsförmåga som stålpansar mot mindre projektiler men avsevärt bättre mot granatsplitter. Skyddsförmågan mot stora chockbelastningar är dock avsevärt sämre på grund av lättmetallernas höga styvhet. Det används därför inte i fordon och kanontorn som skall ha hög skyddsnivå, men är mycket attraktivt för användning på lätta stridsfordon som i regel bara kräver splitterskydd eller lätt pansarskydd.[1]
- Benpansar är en ovanlig primitiv typ av pansar som utgörs av benvävnad. Ben är hårt och förekom som kroppsskyddspansar under förhistorisk tid, främst som lamellpansar eller liknande, men verkar ha fasats ut redan under bronsålder framför bättre skydd.[2]
- Betongpansar är en någorlunda vanlig pansartyp som inte enbart tillämpas av skyddsskäl, utan även som kamouflage på grund av sin praktiska formbarhet. Betong har vissa liknande egenskaper till kompositpansar och erhåller olika skyddsnivå beroende på stenmaterial i betonggodset. Exempelvis skyddar granit bättre mot kinetisk verkan, medan kisel eller sand (kiseldioxid) kan ge bättre skydd mot mot strålbildande RSV, etc.
- Gjutpansar är främst stålpansar som produceras med gjutning gentemot valsning eller smide.
- Homogenpansar är ett begrepp som enkelt avser pansar utgjort per princip av samma material, exempelvis stålpansar.
- Kerampansar är en vanlig komponent i modern pansarkonstruktion. Det förekommer som självständigt skydd inom kroppsskyddsindustrin där de bakas in som hexagonformade kakor med var sida tryckt dikt an mot varann. Vid träff bryts de träffade hexagonerna upp, men skickar samtidigt vidare anslagsenergin till de anliggande kakorna för att på så sätt absorbera energin. Keramer används utöver detta främst i kompositpansar av olika skäl.
- Kevlarpansar är en vanlig typ av lättviktspansar som använts sedan 1970-talet och består av kevlarfiberlager staplade på varandra för att bilda en tjock men flexibel fiberplatta. Typen är praktiskt då den har bättre vikt till skydd relation än metallpansar och därför passar bra som kroppsskydd mot stick- och huggvapen, samt visst ballistiskt hot, såsom splitter och pistolammunition. Vid inkommande ballistiskt vapenverkan deformeras fiberplattan för att absorbera anslagsenergin och själva projektilen, vilket gör den opassande som skydd mot kraftigare ballistiska hot, såsom gevärsammunition, då plattan deformeras in i bäraren, ledande till bruten eller krossad bröstkorg samt hjärtstopp.
- Kompositpansar innehåller lager av olika material, till exempel lättmetaller, tungmetaller, legeringar och keramer. Känt exempel är Chobhampansar. En tidig och numera helt föråldrad typ av kompositpansar var kompoundpansar som kom redan 1877. Kompoundpansar hade ett främre lager av hårt stål svetsat till ett bakre lager av segt smidesjärn. Stålet slog sönder inkommande projektiler medan smidesjärnet fångade upp splitter från det främre lagret.[1]
- Läderpansar eller härdat läder är en mycket ovanlig typ av pansar som utgörs av läder som härdats för att bli hårt. Läder kan härdas genom kokning, torkning och impregnering etc[3] och har historiskt använts bland annat för att skapa eller förstärka sköldar, samt som bepansring på olika belägringsvapen, särskilt belägringstorn.
- Smidesjärnpansar är en typ av homogenpansar som består av pansar gjord på smidesjärn. Smidesjärn är mjukt och deformeras hellre än spricker vid inkommande träff, men har ganska låg skyddsförmåga. Det var vanligt under slutet av 1800-talet fram till första världskriget, vartefter det blev föråldrat och ersatt av ythärdat stålpansar.[1][4]
- Stålpansar eller pansarstål är en typ av homogenpansar som består av pansar gjord på stål. Tidigt stålpansar var mycket hårt men sprött, varav det lätt sprack vid inkommande träff, till skillnad från smidesjärnpansar som deformerades och kunde fånga upp inkommande projektiler.[1]
- Titanpansar (del av lättmetallpansar) är en typ av lättviktspansar som används sedan 1950-talet och består av pansar gjord på titan-legeringar. Titanpansar har minst samma skyddsförmåga som homogent stålpansar men 30–40 % lägre vikt. Då titan är svårt och dyrt att framställa används det i regel inte till stridsfordon eller fartyg som kräver mycket pansar, men förekommer i pansar för flygplan och helikoptrar, där kravet på låg vikt har hög prioritet.[1]
- Träpansar eller träskydd är en ovanlig primitiv typ av pansar som utgörs av trä. Trä har sedan förhistorisk tid används som alternativ till metall och annat mer lämpat pansarmateriel vid nödvändighet och förekommer än idag, då främst som improviserat skydd. Historiska exempel inkluderar bland annat det amerikanska urfolket Tlingits rustningar[5] och diverse olika lamellrustningar. I modern förekommer det främst som fältimproviserat skydd hos militärfordon. Exempel på det senare började förekomma under andra världskriget och har sett bruk även under det Rysk-ukrainska kriget.[6] Det avses då främst som splitterskydd.
- Valsat homogenpansar (engelska: rolled homogeneous armour, kort RHA) är ett internationellt begrepp som utgör det pansarekvivalent som beskriver genomträngningsförmågan hos pansarammunition samt skyddsnivån hos modernt pansar, särskilt kompositpansar, vilket ofta är för komplex och hemligt för särskild beskrivning. Istället återges dess skyddseffekt såsom om det hade varit "valsat homogenpansar", det vill säga ythärdat stålpansar som varmbearbetats genom valsning istället för gjutning, vilket skapar en uniform och homogen pansarplåt passande som referens.
- Ythärdat stålpansar är den vanligaste typen av homogenpansar i modern tid[förtydliga] och består av pansar gjord på stål som sedan ythärdats för att kombinera en mycket hård yta med en seg inre del av pansaret och på så sätt öka pansarets hårdhet och minska dess sprödhet. Ythärdning började komma redan unders slutet av 1800-talet men tog inte fart fören efter första världskriget.[1]

### Kroppspansar

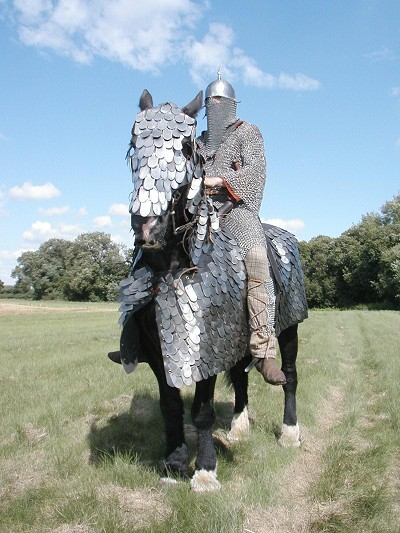
Katafrakt (ryttare klädd i ringpansar med häst kädd i fjällpansar).

Kroppspansar kan indelas i plaggtyp (rustningsplagg) och pansartyp (pansarkonstruktion):

#### Rustningsplagg
- Benskena är rustningsplagg av rustningsplåt för underben.
- Benpansar är rustningsplagg för underben.
- Brynja är rustningsplagg för överkroppen.
- Bröstpansar är rustningsplagg för bröstet.
- Fotpansar är rustningsplagg för fötter.
- Harnesk (alternativt kyrass) är brynja av rustningsplåt för överkroppen.
  - Bröstharnesk (alternativt bröstplåt) är rustningsplagg av rustningsplåt för bröstkorgen, främst med hophörande ryggpansar.
  - Ryggharnesk (alternativt ryggplåt) är rustningsplagg av rustningsplåt för ryggen, främst med hophörande bröstpansar.
- Harneskhandske är rustningsplagg av rustningsplåt för hand, handled samt underarm.
- Harnesksko är rustningsplagg av rustningsplåt som täcker fötter.
- Kindskenor är skyddselement för ögonhålor och kindben utgjord av två metallskenor som utgår från hjälmkanten i vardera ände om synfältet och går ihop med nässkyddet nertill för att bilda ögonöppningar.
- Kindskydd är skyddselement för kind och tinning som sitter sidvis om en hjälm.
- Hjälm är rustningsplagg för huvud av rustningsplåt, bandpansar eller lamellpansar med mera.
- Hjälmbrynja är nackskydd, stundom även halsskydd, av ringpansar som hänger från hjälmkanten.
- Hjälmkam är avståndselement mot hugg som sitter ovan en hjälm.
- Nackskydd är skyddselement för nacke som sitter baktill en hjälm.
- Nackskärm är nackskydd i form av en skärm utgjord av rustningsplåt, bandpansar eller lamellpansar med mera.
- Nässkydd (alternativt nässkena, näsjärn) är skyddselement för näsa utgjord av en metallskena som går från framtill hjälmen ner över näsan.
- Pansarhandske är rustningsplagg för hand, handled samt underarm.
- Pansarhuva (alternativt ringbrynjehuva) är rustningsplagg av ringpansar för huvudet, halsen och ibland även axlarna.
- Pansarkrage (alternativt ringbrynjekrage) är rustningsplagg av ringpansar för halsen och axlarna.
- Pansarskjorta (alternativt ringbrynjeskjorta) är brynja av ringpansar för överkroppen ner till knäna med olika längder på ärmarna.
- Pansarsko är rustningsplagg av ringpansar hörande sko.
- Ringkrage är rustningsplagg av rustningsplåt för halsen.
- Ryggpansar är rustningsplagg för ryggen, främst med hophörande bröstpansar.
- Visir (i forntiden grimma) är skyddselement för ansikte som är del av en hjälm.

#### Pansarkonstruktion
- Bandpansar (särskilt järnbandpansar) är kroppspansar uppgjort av metallband runt kroppen likt armeringsjärn vilka ämnar stoppa svärd- och yxhugg med mera. Främst känt från vändeltida båtgraven Valsgärde båtgrav 8.
- Fjällpansar (alternativt fjällrustning, fjällbrynja) är kroppspansar uppgjort av pansarplattor påsytts ett ställ likt fiskfjäll. Historiskt i trä, ben, härdat läder, brons, järn och stål etc. Idag obsolet inom ballistiskt kroppsskydd, jämte pansarsköldar av kevlar, stål eller keramhexagoner etc.
- Lamellpansar (alternativt lamellrustning, lamellbrynja) är kroppspansar uppgjort av hopsnärjda rektangulära pansarlameller (plattor av pansar) som placerats likt tegelpannor bredvid varann likt tegelpannor, där vardera täcker nästgåendes långsida och över- eller undergåendes kortsida.
- Ringpansar (alternativt ringbrynja) är kroppspansar uppgjort av metallringar hopsatta väv. Historiskt hopnitade järnringar, idag stålringar som eventuellt är hopsvetsade. Används främst som skydd mot hajar och vassa äggar i modern tid, exempelvis som handskar för hantering av ostron.
- Rustningsplåt (stundom plåtpansar) är pansar utgjort av plåt som slagits ut och formats efter den mänskliga kroppen.

### Fordonspansar
- (A) – Bältpansar
- (B) – Övre däckpansar
- (C) – Inre däckpansar, sluttat
- (D) – Torpedskott

Diagram över pansarelement i äldre örlogsfartyg:

- Aktivt pansar (alternativt aktivt skyddssystem) är helautomatiska närförsvarssystem på fordon som känner av inkommande projektiler och skjuter ner de med en egen projektil innan dessa träffar det egna fordonet.
- Bältpansar (alternativt pansarbälte) är långsmalt fartygspansar anbringat i vattenlinjen längs ett fartyg likt ett bälte, vars uppgift är att motverka inkommande verkanseld som sjöartilleri och torpeder i vattenlinjen.
- Däckpansar är däck på fartyg som består av pansar i syfte att kontra vapenverkan ovanifrån.
- Förstärkningspansar (alternativt tilläggsskydd, tillsatsutrustning) är pansar som används för att bepansra pansarfordon, alltså utöka pansarskyddet, ofta bestående av pansarsköldar eller dylika skyddsmoduler som anbringas på existerande pansar eller runt om öppna aggregat som yttre skydd, men även som invändigt splitterskydd (engelska: spall liner, "splitterfoder") i stridsrummet, modernt bestående av glasfiberplattor.
- Gallerpansar (alternativt gallerskärm och RSV-galler) är yttre skydd som utformats som galler, ämnat att slå sönder eller avvärja inkommande projektiler, etc.
- Hålpansar (alternativt perforerat pansar) innebär att det finns lager utformade som sträckmetall eller durkslag (perforerat sådant), vilket får inträngande projektiler att ändra riktning och brytas sönder.
- Kjolpansar (alternativt pansarkjol) är yttre skydd som sitter utanför upphängningen på stridsfordon och efterliknar en kjol.
- Pansarflänsar (smeknamn revben) är rader av metallflänsar som fästs på utsidan av sluttande pansar för att skapa extra motstånd och stoppa/avleda projektiler som, inte greppar tillräckligt för att gå igenom pansaret, men tillräckligt för att börja glida längs pansaret, varav projektilen kan skada optik, vapen och annan utrustning som kan sitta i vägen.
- Plåtpansar (alternativt pansarplåt) är pansar utgjort av plåt i varierande tjocklek. Det kan till exempel avse pansaret i plåtrustningar (rustningsplåt), men även valsat homogenpansar för pansarfordon, etc.
- Reaktivt pansar är plåtar med sprängladdningar emellan som ska tändas av strålen från en RSV-laddning (riktad sprängverkan) och störa RSV-strålen. Monteras oftast som plattor utanpå huvudpansaret.
- Skiktat pansar är två eller fler lager pansarplåtar med tomt utrymme emellan där den yttersta plåten ska förinta inkommande projektiler eller utlösa RSV-laddningar så att deras verkan sprider sig i det tomma utrymmet innan nästa lager (som måste vara på tillräckligt avstånd för att spridning ska hinna ske) så att verkan förnekas. Om det första skiktet inte förintar hotet så reduceras dess kinetiska energi, varav nästa skikt har större chans att stoppa det. Vanligt på rymdfarkoster som skydd mot mikrometeoriter.
- Sluttande pansar (alternativt vinklat pansar) är pansar som konstruerats med en vinkel från det normala (90°/0°) i syfte att bland annat förlänga vägen genom pansaret i tangentens riktning utan använda tjockare plåt, samt för att söka störa projektilens grepp i pansaret så att den i bästa fall avleds (studsar).
- Torpedskott är en konstruktionsteknik hos pansrade skepp där skrovet utformas med pansrade skott under vattenlinjen (vertikala avskärmade innerskydd och utrymmen) ämnade att ge förstärkande skydd vid torpedträff. Funktionen är ungefär desamma som skiktat pansar, varav skepp kan ha flera lager av torpedskott, ibland tillagda externt utanpå huvudskrovet i efterhand.
- Yttre skydd är plåtar, nät och motsvarande som ligger 1-2 meter utanför huvudpansaret och har som främsta uppgift att utlösa RSV-laddningar i förtid så att de tappat fokus när strålen träffar huvudpansaret, alternativt att slå sönder projektilen utan att utlösa den. Kan om så önskas kombineras till skiktat pansar.

## Pansarfordon
Pansarfordon är ett samlingsnamn på flera olika typer av fordon som används av militären. Pansartrupper innebär truppslag som använder pansarfordon. Gränsen mellan pansartrupper och infanteri är numera flytande.
Ordet pansar används också som en synonym till pansarfordon.